# Hermanowo (Barłogi)
Hermanowo – część wsi Barłogi w Polsce położona w województwie wielkopolskim, w powiecie kolskim, w gminie Grzegorzew.
W latach 1975–1998 Hermanowo administracyjnie należało do województwa konińskiego.